# الرموز الصينية موحدة الدلالة

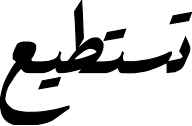
كتابة بخط الرقعة يظهر فيها حرف السين بلا أسنان.

الرموز الصينية موحدة الدلالة هو مصطلح يشير إلى الرموز الصينية التي تختلف من ناحية الكتابة لكنها تنطق وتعني المعنى ذاته. تُعدّ الرموز الصينية موحدة الدلالة بمثابة البدل الخطي لبعضها البعض، وهي تشابه بصورة مباشرة البدل الخطي الموجود في الأبجدية الإنجليزية، مثل الشكل ذي الطابقين ⟨a⟩ والشكل ذي الطابق الواحد ⟨ɑ⟩ لحرف A، حيث يُشيع استخدام الشكل الأخير في الكتابة اليدوية, في حين يستخدم الشكل الأول في الفضاء الرقمي والطباعة التقليدية. في اللغة العربية، توجد أمثلة مماثلة، فمثلا يرسم حرف السين بثلاثة أسنان في الخط الطباعي التقليدي "س"، مقابل رسمه من دون أسنان في بعض أنماط الخط اليدوي، حيث تُكتَب السين أحيانًا كقوسٍ بسيط دون تفصيل. على الرغم من هذا الاختلاف في الشكل، فإن كلا الرسمين يُعبّران عن الحرف ذاته من حيث المعنى والنطق.

## تاريخ الرموز الصينية موحدة الدلالة
قبل القرن العشرين، كان التنوع في أشكال الرموز شائعًا بشكل واسع، واستمر على هذا المنوال إلى ما بعد اختراع الطباعة الخشبية. على سبيل المثال، قبل سلالة تشين الحاكمة (221–206 قبل الميلاد)، كان رمز "مشرق" يُكتب إما كـ 明 أو 朙، حيث كان جانب اليسار يحتوي على إما 日 "الشمس" أو 囧 "النافذة"، بينما كان الجانب الأيمن يحتوي على المكوّن 月 "القمر". 

## المعايير الإقليمية
توجد أشكال بديلة للرموز في جميع نظم الكتابة التي تستخدم الرموز الصينية، بما في ذلك الكتابة الصينية (التقليدية والمبسطة) واليابانية والكورية. قامت عدة حكومات في دول تتحدث هذه اللغات بتوحيد نظم كتابتها من خلال تحديد أشكال معينة كصيغة معيارية.

## الاستخدام في الحوسبة
يتعامل نظام الترميز الموحد مع الرموز البديلة بطريقة معقدة. في هذه العملية، تُرمز بعض الأشكال البديلة المتقاربة جدًا بين المناطق الناطقة بالصينية واليابانية والكورية إلى نفس نقطة الترميز، ولا يمكن التمييز بينها إلا باستخدام طابع حرفي مختلفة. أما الأشكال البديلة الأكثر اختلافًا، فتُرمز كنقاط ترميز مختلفة. على الشبكة العنكبوتية والصفحات الإلكترونية، يعتمد عرض الرموز على اللغة المثبتة في الجهاز، وإعدادات المتصفح، والوسوم اللغوية (لغة الصفحة).